# Tartus järnvägsstation

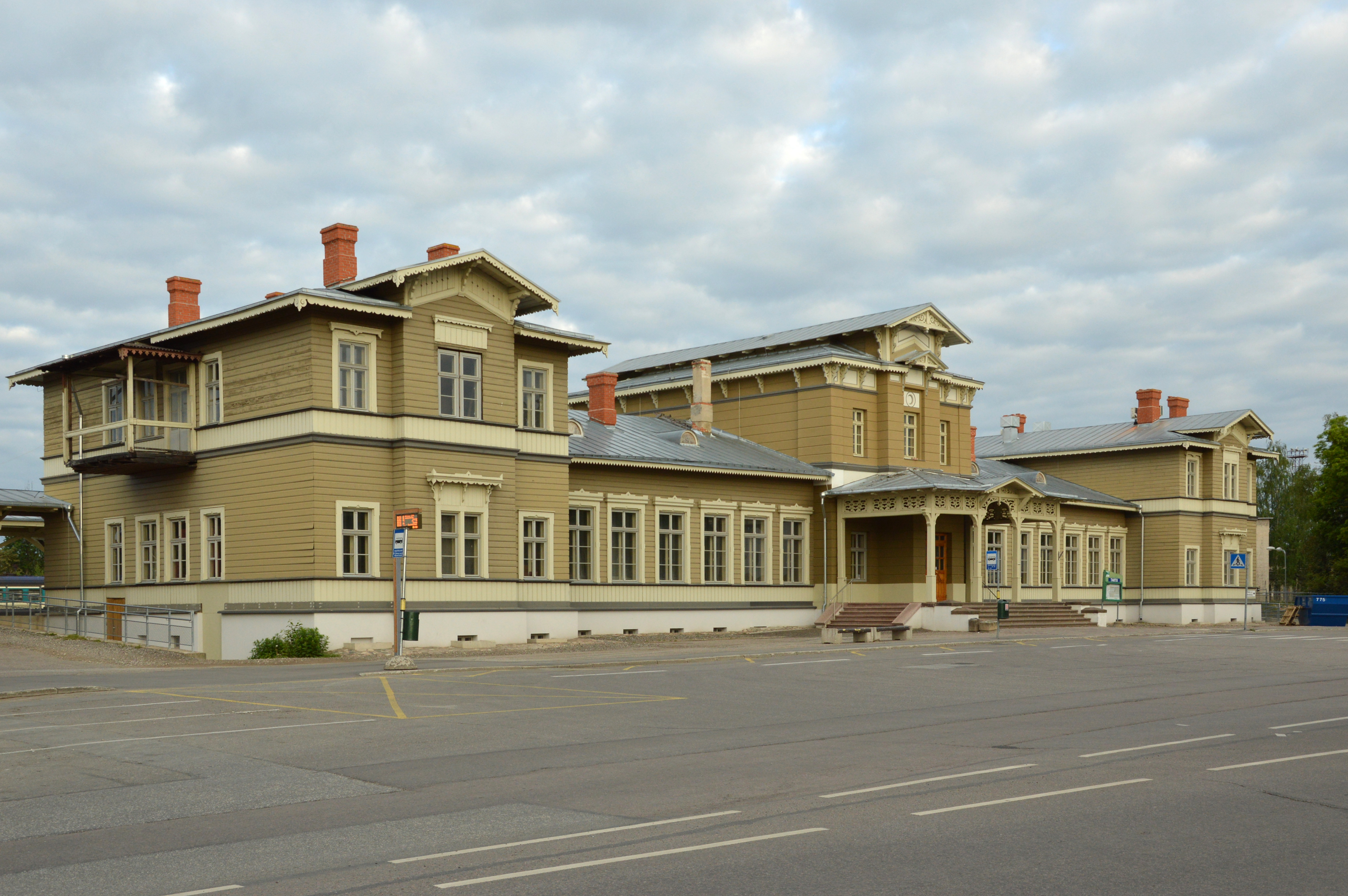
Stationsbyggnaden sedd från stadssidan

Tartus järnvägsstation (estniska: Tartu raudteejaam) är centralstation i Tartu i Estland.
Tartus järnvägsstation ligger väster om stadens centrum. Den byggdes 1876–1877 i samband med anläggandet av järnvägen Tapa–Tartu. Den låg då utanför stadens centrum och var förbunden med detta genom allén Maarjamõisagatan. 
Passagerartrafik drivs av Elron, huvudsakligen till Tallinn.
Stationen har två plattformar med en längd på 260 respektive 360 meter.
Tartu järnvägsstation blev byggnadsminne 1997. Också vattentornet samt bostadshusen för järnvägsarbetare på Vaksali 4 och Vaksali 8 blev byggnadsminnen samma år. 
Stationen återinvigdes 2012 efter en omfattande renovering, ledd av arkitekten Aivar Roosaar.

## Bildgalleri

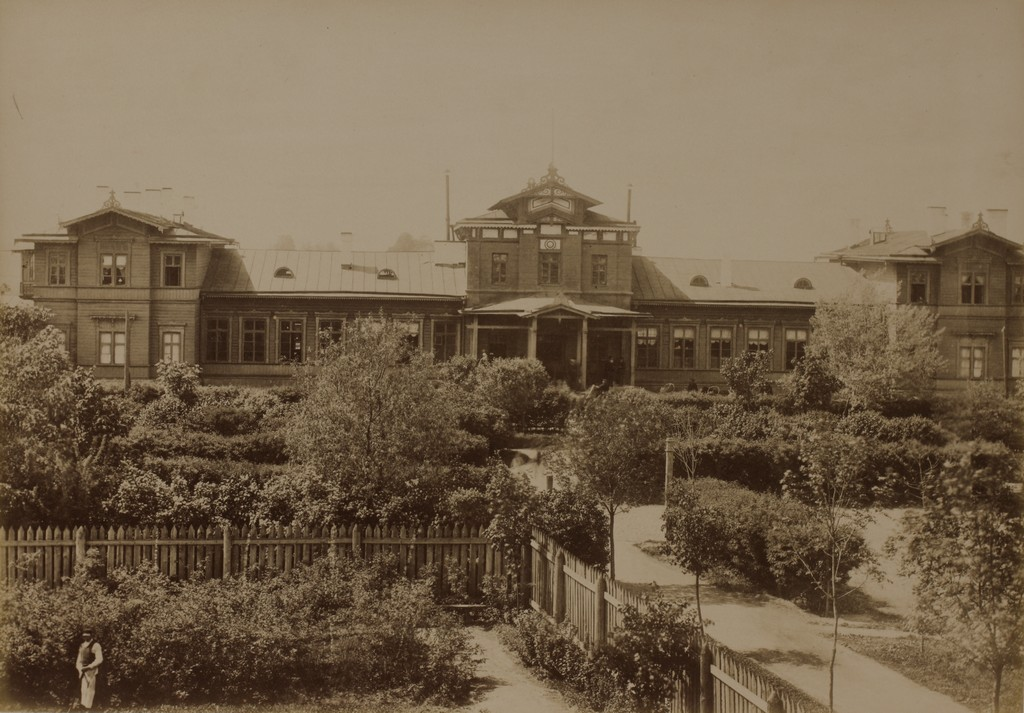
Stationsbyggnaden 1889
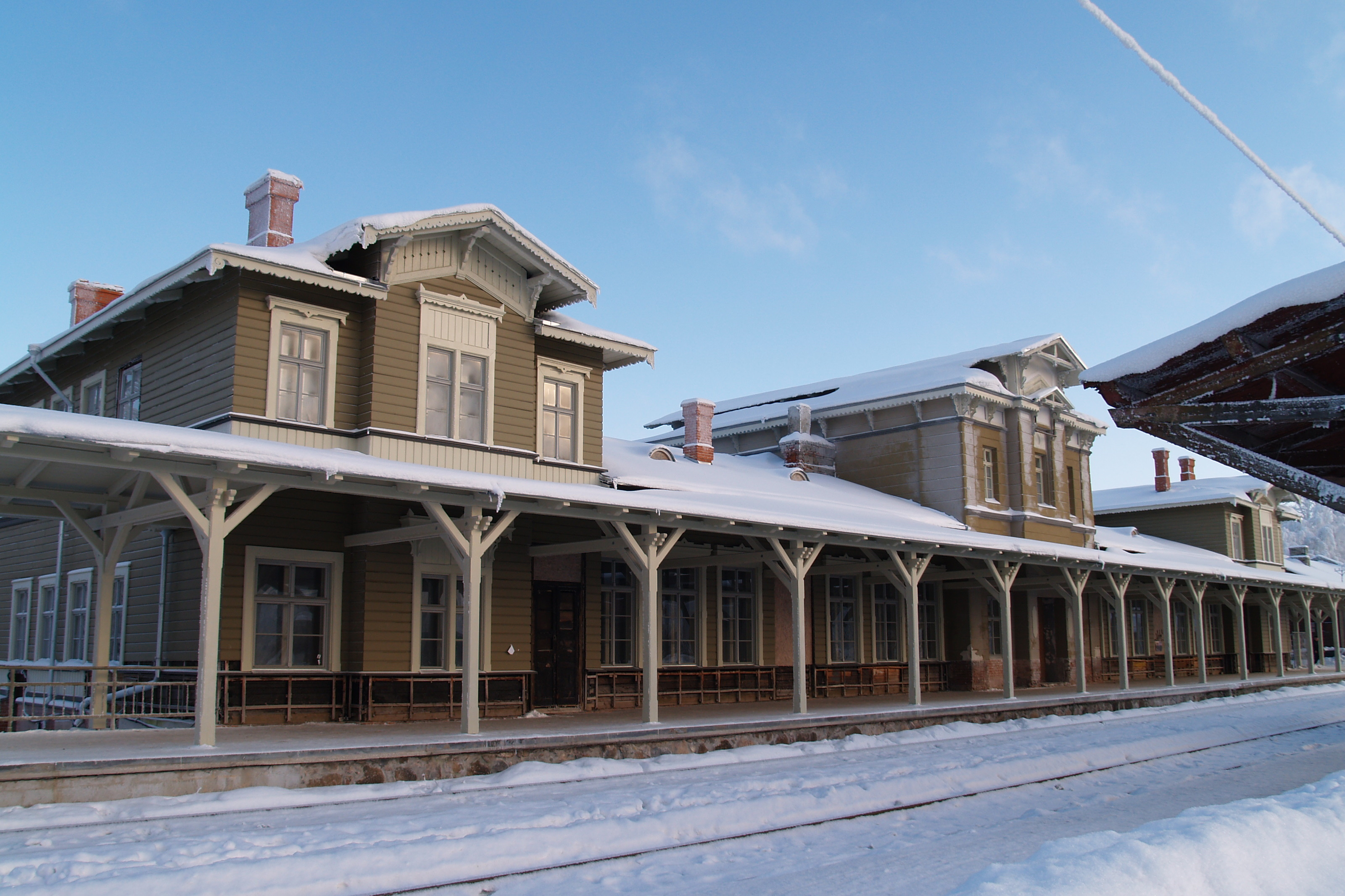
Stationens plattformar vintertid
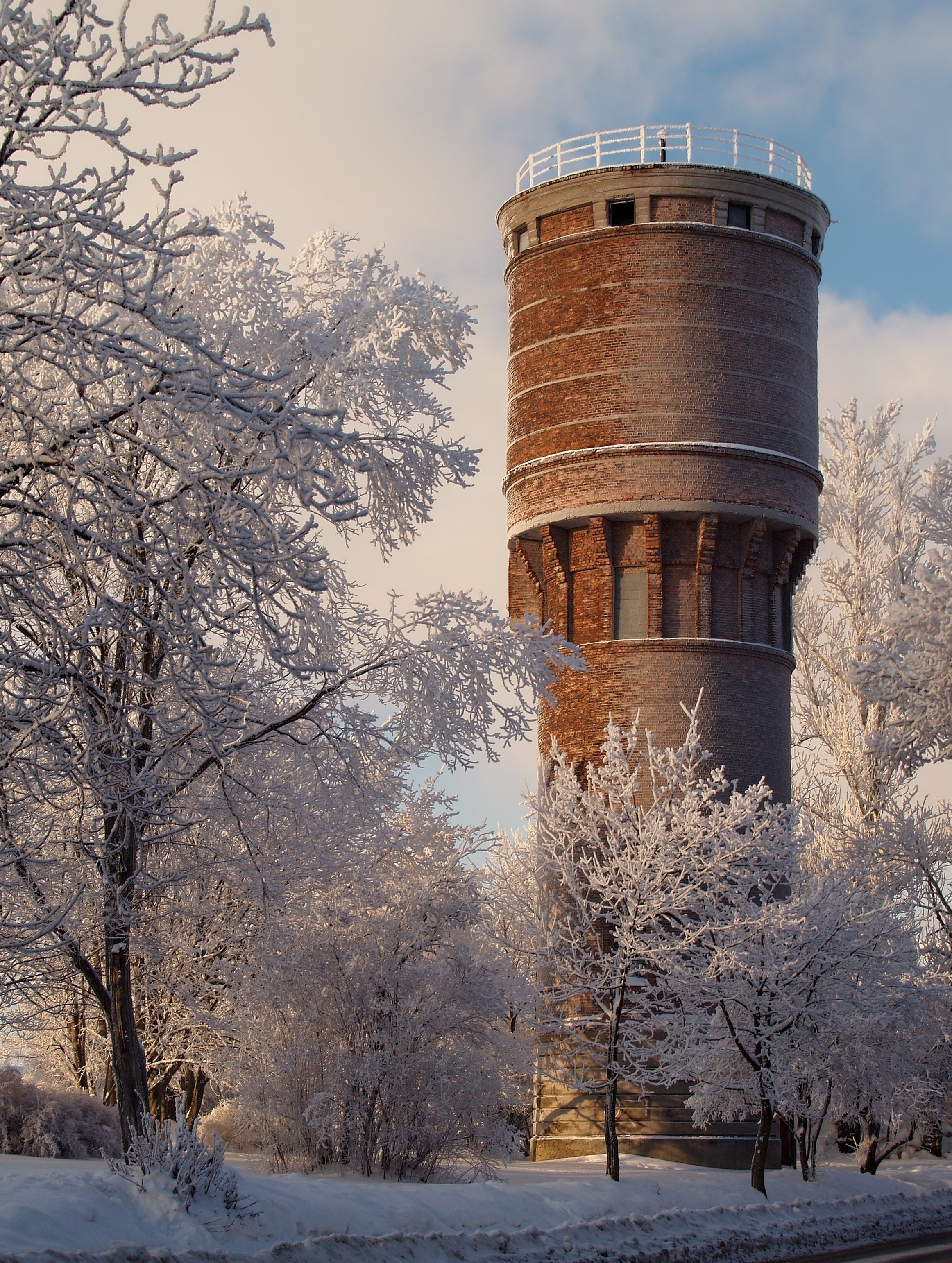
Järnvägsstationens vattentorn, uppfört på 1950-talet
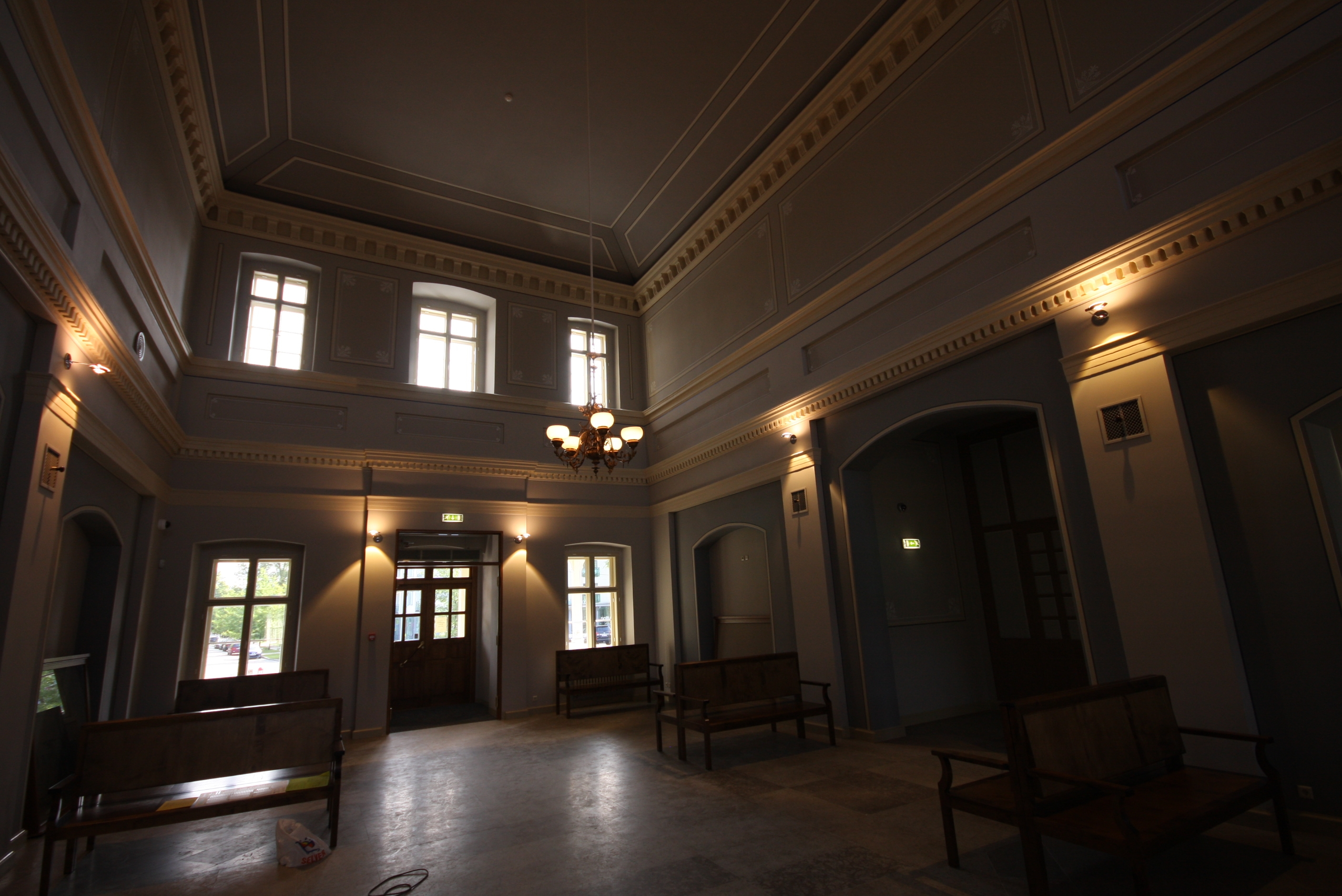
Väntsalen, restaurerad 2012
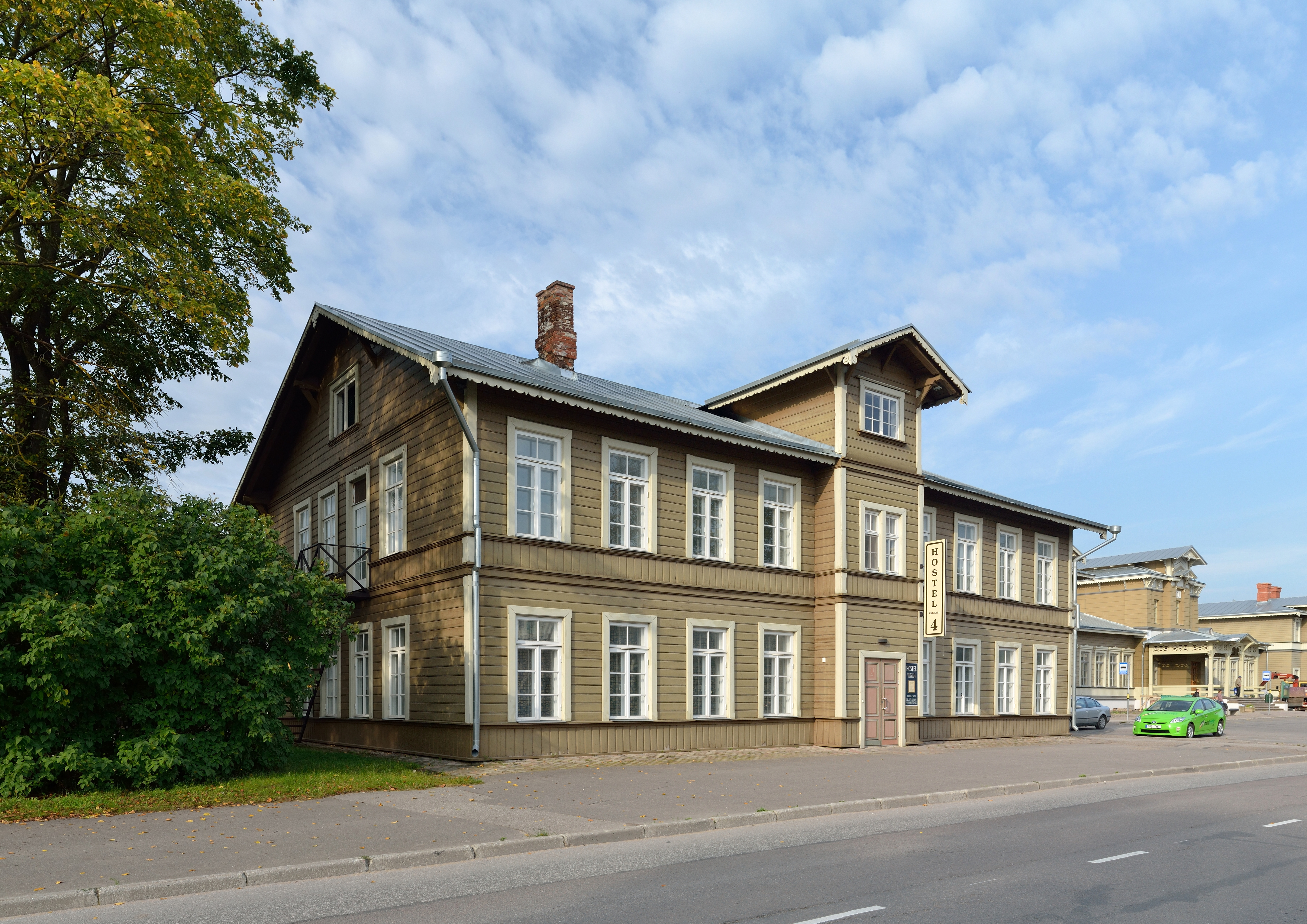
Bostadshus för järnvägsarbetare, Vaksali 4